# Ulica Lwowska w Przemyślu
Ulica Lwowska w Przemyślu – najdłuższa ulica w mieście o długości 4268 metrów, biegnąca od zachodu na wschód do granicy miasta z gminą Medyka. Ulica wchodzi w skład drogi krajowej nr 28.